# Gacé

Gacé este o comună în departamentul Orne, Franța. În 1 ianuarie 2022 avea o populație de 1.771 de locuitori.